# 猿若清方 (2代目)
二代目 猿若清方（にだいめ さるわか きよかた、1941年10月27日 - ）は、日本舞踊家、俳優。猿若流前家元（8世）。父は猿若流7世家元初代猿若清方。長男は9世家元の猿若清三郎。
東京都生まれ。血液型はA型。本名は堀越 豊（ほりこし ゆたか）。一時期は中村友隆、あるいは中村豊（いずれも「なかむら ゆたか」と読む）という芸名で俳優として活躍していたが、猿若清三郎として家元披露後は日本舞踊の振付・指導を中心に活動しており、全日本舞踊連合理事長を務めている。
2012年に長男である猿若裕貴に猿若清三郎の名を譲り9世家元を相続させた。本人は二代目猿若清方となった。
2024年、文化庁長官表彰。

## 出演映画
公開日、作品名、製作会社、役名は、KINENOTEに従った。
中村豊名義。
- 1960年2月10日 虹之介乱れ刃 大映京都 - 面影虹之介
- 1960年3月1日 透明天狗 大映京都 - 松平新八郎
- 1960年4月27日 大江山酒天童子 大映京都 - 菊王丸
- 1960年6月1日 続次郎長富士 大映京都 - 桝川仙右衛門
- 1960年6月8日 紅蜥蝪 大映京都 - 真鍋主税
- 1960年7月31日 犬神屋敷 大映京都
- 1960年8月24日 競艶八剣伝 大映京都 - 竹村紋之助
- 1960年11月22日 わんぱく公子 大映京都 - 烏松
- 1960年12月7日 剣客春雨傘 大映京都 - 天野靱負
- 1960年12月27日 大菩薩峠 竜神の巻 大映京都 - 印篭鞘の浪士
- 1961年3月21日 好色一代男 大映東京 - 長次郎
- 1961年4月2日 寄切り若様 大映京都 - リャンコの半次
- 1961年9月13日 小太刀を使う女 大映京都 - 片切八三郎
- 1961年5月10日 うっちゃり姫君 大映京都 - 岡島三郎太
- 1961年3月15日 天下あやつり組 大映京都 - 安次郎
- 1962年1月3日 女と三悪人 大映京都 - からす金の弥三
- 1962年4月18日 座頭市物語 大映京都 - 飯岡乾分猪助
- 1962年5月27日 ソーラン渡り鳥 大映京都 - 留吉
- 1962年5月30日 雨の九段坂 大映京都 - 松本三郎
- 1962年7月15日 悲恋の若武者 大映京都 - 森彦助
- 1962年10月12日 続・座頭市物語 大映京都 - 鏡の三蔵
- 1962年11月3日 地獄の刺客 大映京都 - 熊七
- 1962年12月1日 忍びの者 大映京都 - 投げの与八
- 1963年1月3日 新選組始末記 大映京都 - 杉山松助
- 1963年1月13日 雪之丞変化 大映京都 - 町人風の男2
- 1963年3月15日 新・座頭市物語 大映京都 - 馬造
- 1963年5月29日 手討 大映京都 - 沢主水
- 1963年7月13日 雑兵物語 大映京都 - 猪之吉
- 1963年12月28日 新・忍びの者 大映京都 - 赤目の仙吉
- 1963年2月7日 破れ傘長庵 大映京都 - 次郎一
- 1964年4月18日 昨日消えた男 大映京都 - 酒井加賀守
- 1964年7月11日 座頭市あばれ凧 大映京都 - 津向乾分目吉
- 1964年7月11日 忍びの者 霧隠才蔵 大映京都 - 乾左平次
- 1964年11月14日 博徒ざむらい 大映京都 - 石坂周造
- 1964年12月30日 忍びの者 続・霧隠才蔵 大映京都 - 赤目の七郎

猿若清三郎名義。
- 1997年9月27日 マルタイの女 東宝 - 日本舞踊のお師匠さん

## 出演ドラマ
- 少年西遊記（1953〜54年、日本テレビ、堀越ゆたか名義）
- ザ・ガードマン　第249話「悪党サラリーマン」主演ゲスト（1970年、TBS、中村友隆名義）
- 赤穂浪士（1964年、NHK）
- 次郎長三国志（1968年、NET、中村友隆名義）
- 帰って来た用心棒　第18話「逃げて来た女」（1968年、NET）
- 天下御免（1971年、NHK）

## 振付・指導

### 映画
猿若清三郎名義。
- あげまん（1990年、東宝）[4]
- 寝ずの番（2006年、光和インターナショナル）[3]